# Степенный (эсминец)
«Степенный» — советский эскадренный миноносец проекта 30-бис.

## История строительства
Зачислен в списки ВМФ СССР 22 июня 1951 года. Заложен на заводе № 190 им. А. А. Жданова 11 февраля 1952 года (строительный № 618), спущен на воду 22 сентября. Корабль принят флотом 11 февраля 1953 года. 1 марта на «Степенном» был поднят советский военно-морской флаг, тогда же эсминец вступил в состав Советского Военно-Морского Флота.

## Служба
С 1 марта 1953 года «Степенный» входил в состав 8-го ВМФ, а с 24 декабря 1955 года в связи с расформированием 8-го ВМФ перечислен в состав Краснознамённого Балтийского Флота.
С 16 по 24 июля 1954 года «Степенный» нанёс визит в Стокгольм (Швеция), а с 7 по 11 августа 1958 года — в Хельсинки (Финляндия).
28 февраля 1961 года эсминец вывели из боевого состава, законсервировали и поставили на отстой, однако 8 июля 1968 года корабль был расконсервирован и вновь введён в строй. 14 марта 1986 года эсминец был разоружён, исключён из состава ВМФ СССР в связи с передачей в ОФИ для демонтажа и разделки на металл и 22 июля 1986 года расформирован.